# Лахдж (мухафаза)
Лахдж (араб.  لحج‎) — одна из 21 мухафазы Йемена.

## География
Расположена на юго-западе страны, граничит с мухафазами: Абьян (на востоке), Аден (на юге), Эль-Бейда (на северо-востоке), Эль-Дали (на севере), Таиз (на западе и северо-западе). На юге омывается водами Аденского залива. В мухафазе расположено несколько пересыхающих рек (вади) и обрывов (на севере). Площадь мухафазы составляет 15 210 км². Административный центр — город Лахдж.

## Транспорт
Трасса, соединяющая Аден и Таиз, проходит через города мухафаза: Лахбдж и Эль-Анад. Прочие города соединены второстепенными дорогами. В городе Эд-Дали расположен аэропорт местного сообщения.

## Экономика
Сельское хозяйство представлено кочевым животноводством, а также частично на севере — культивацией зерновых и технических культур и мясо-молочным животноводством. Добывается поваренная соль.

## Население
По данным на 2013 год численность населения составляет 883 585 человек.
Динамика численности населения мухафазы по годам:
| 1988    | 1994    | 2004    | 2013    |
| ------- | ------- | ------- | ------- |
| 458 400 | 555 742 | 727 203 | 883 585 |